# Cosey Fanni Tutti

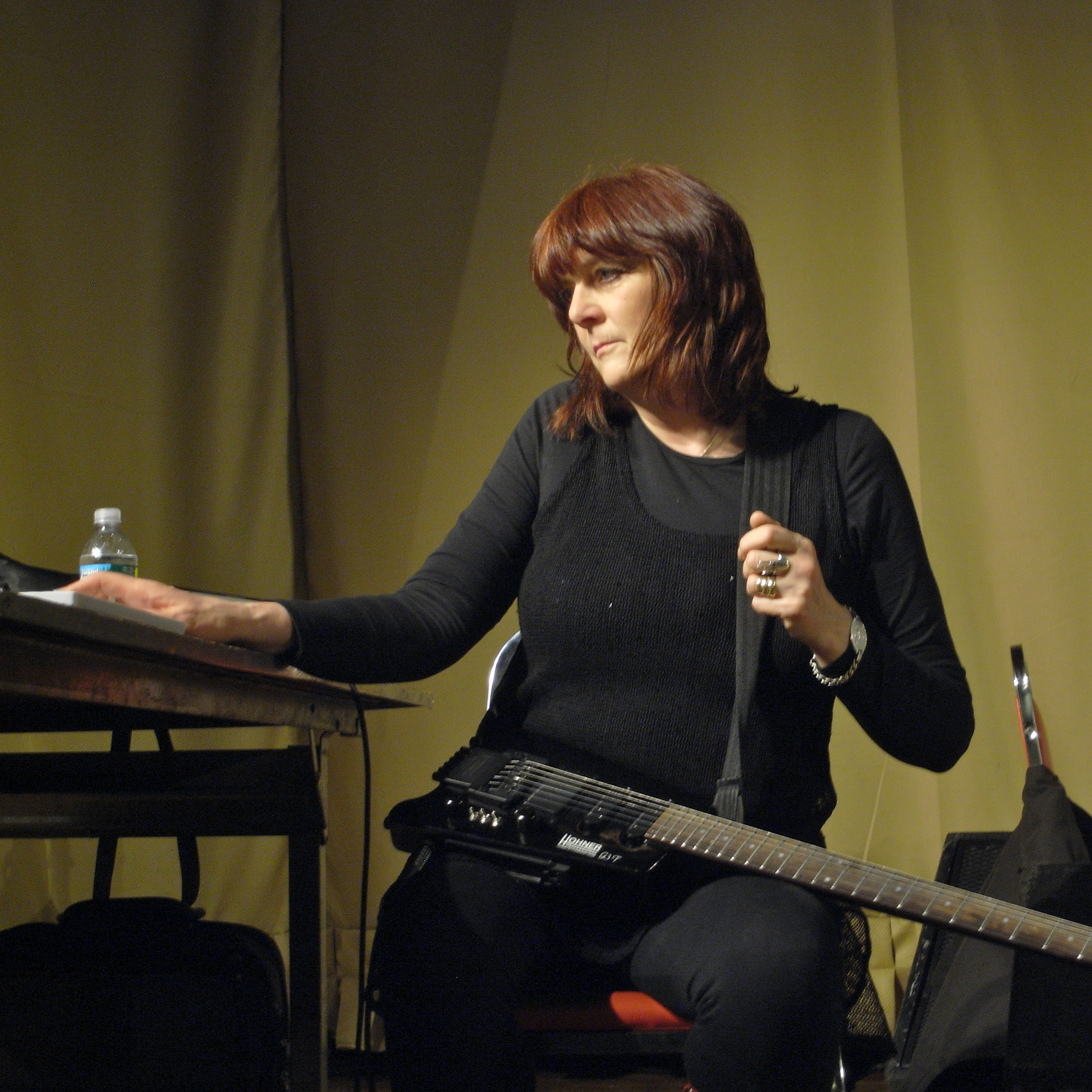
Cosey Fanni Tutti (2009)

Autogramm von Cosey Fanni Tutti

Cosey Fanni Tutti mit bürgerlichem Namen Christine Carol Newby (* 4. November 1951 in Kingston upon Hull, Yorkshire, England) ist Künstlerin und Musikerin.

## Leben
Ihren Künstlernamen wählte sie frei nach Mozarts Oper Così fan tutte. Um 1969 gründete sie zusammen mit Genesis P-Orridge das Kunstprojekt COUM Transmissions und löste mit der Kunstaktion Prostitution im ICA (Institute of Contemporary Arts) in London 1976 einen regelrechten Skandal aus: Die provokante Ausstellung zeigte neben erotischen Bildern unter anderem auch Tampons und pornografisches Material und stieß bei konservativen Briten und Frauenrechtlerinnen auf Ablehnung. Cosey Fanni Tutti wirkte auch in mehreren pornografischen Filmen, darunter von Regisseur Lasse Braun, mit.
Indes war die Zeit der Punk- und Alternativbewegung angebrochen. 1976 gründete Cosey zusammen mit Genesis P-Orridge, Chris Carter und Peter Christopherson die experimentelle Musik- und Performancegruppe Throbbing Gristle (TG). Aus dem radikalen Projekt entwickelte sich eines der ersten erfolgreichen alternativen Plattenlabel: Industrial Records (IR) und gab damit einer ganzen Musikrichtung den Namen: Industrial Music. Die Gruppe verlegte ihre Konzertmitschnitte, Studioaufnahmen und Videotapes in Personalunion selbst und gab Anregungen für viele Nachfolgebands. Nach ihrem Auftakt als Leadgitarristin bei Throbbing Gristle, die sich nach einem letzten Konzert am 29. Mai 1981 in San Francisco auflösten, erschien Cosey zusammen mit Chris Carter (mittlerweile auch privat ein Paar) fortan als Synthiepop-Duo Chris & Cosey (später Carter Tutti).
Neben musikalischen Projekten erwarb Cosey Fanni Tutti Renommee als Künstlerin mit zahlreichen internationalen Ausstellungen, dennoch ist ihre Verbundenheit zu Throbbing Gristle geblieben: So kam es im Jahr 2004 nach 23 Jahren zu einer überraschenden Reunion der vier Originalmitglieder.